# Antoine de Bourbon, comte de Moret

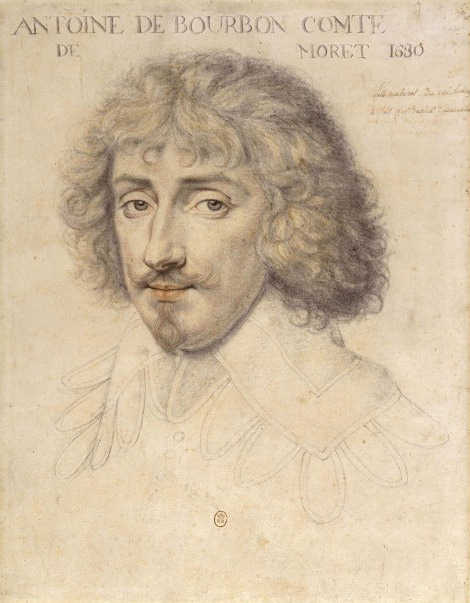
Porträt Antoine de Bourbons von Daniel Dumonstier, 1630

Antoine de Bourbon (* 9. Mai 1607 im Schloss von Moret-sur-Loing; † 1. September 1632 in Castelnaudary), Graf von Moret, war ein 1608 legitimierter unehelicher Sohn des französischen Königs Heinrich IV. und dessen Mätresse Jacqueline de Bueil.
Ebenso wie Gaston d’Orléans war Antoine ein Gegner der auf die Errichtung einer starken königlichen Zentralgewalt ausgerichteten Politik seines Bruders König Ludwig XIII. von Frankreich und dessen ersten Ministers Richelieu. Folglich nahm Antoine an der Revolte Gastons 1630 teil und schloss sich dem Heer ihres Mitstreiters, des Duc de Montmorency an. Mit diesem nahm Antoine an der Eroberung mehrerer Städte im Languedoc teil, wo sie am 1. September 1632 bei Castelnaudary vom Maréchal de Schomberg gestellt wurden. In der nicht länger als dreißig Minuten dauernden Schlacht wurde Antoine getötet, Montmorency gefangen genommen und zwei Monate später exekutiert.
Einer Legende zufolge soll Antoine die Schlacht überlebt und als Einsiedler im Anjou noch ein langes Leben geführt haben.

## Belletristische Darstellungen
Antoine de Bourbon ist die Hauptfigur in dem 1866 geschriebenen Abenteuerroman Le Comte de Moret von Alexandre Dumas, der allerdings erst 1948 mit dem Titel Le Sphinx Rouge in Frankreich veröffentlicht wurde, nachdem zwei Jahre zuvor auf einem Pariser Dachboden eine Originalausgabe des Werkes gefunden wurde, deren Titelblatt wie auch der letzte von drei Bänden fehlte. In der Handlung des Romans muss Antoine sowohl in den Intrigen des königlichen Hofes wie auch in amourösen Affären bestehen. Dabei wird unter anderem auch eine Liebschaft zu Königin Anna von Österreich und, aufgrund des fehlenden Endes, eine Vaterschaft Antoines auf König Ludwig XIV. angedeutet.
Bereits 1851 schrieb Dumas den Roman Le Colombe (Die Taube) in dem er die Legende um Antoines Überleben nach Castelnaudary in einer fiktiven Geschichte aufgriff.
Ebenfalls 1866 schrieb der österreichische Schriftsteller Arthur Storch den Roman Der Graf von Moret der in weiten Teilen auf Dumas Werk basiert.